# Monastère de Gajiu
Le monastère de Gajiu est un temple bouddhiste ancien localisé près du vieux village tibétain de Tsetang, au sein de la préfecture de Shannan, dans la région autonome du Tibet, en République populaire de Chine. Seules des ruines subsistent du temple qui a été construit sur le mont Gangpori [3,400m]. Il est connu comme le berceau de civilisation tibétaine.